# Alecu Popovici
Alexandru (Alecu) Popovici (n. 19 martie 1927, Iași, România – d. 16 septembrie 1997, București, România) a fost un poet, prozator și dramaturg român.

## Biografie
S-a născut la Iași în familia avocatului Remus Popovici și al soției sale, farmacista Fiva (n. Belzerov), și a primit la naștere numele Alexandru. A urmat școala primară (1933–1937) și Liceul Național din Iași (1937–1944), apoi Liceul „Marele Voevod Mihai” din București (1944–1945), obținând diploma de bacalaureat în 1945. A frecventat apoi cursurile Facultății de Medicină din Iași (1945–1951).
A început o activitate publicistică de timpuriu. A lucrat ca redactor la ziarul Moldova liberă din Iași (1945–1950), asistent (1950) și lector de estetică (până în 1959) la Institutul de Artă Teatrală și Cinematografică „I. L. Caragiale” din București, fiind în paralel redactor la revista pentru copii Licurici (1952–1959). Desfășoară o bogată activitate în domeniul teatral, fiind redactor la revista Teatrul (1959–1974), inspector-șef al teatrelor la Comitetul de cultură București (1968–1974), director al Teatrului „Ion Creangă” (1974–1983) și secretar literar la Teatrul „Nottara” (din 1983).
Alecu Popovici s-a simțit atras de literatură încă din perioada studiilor la liceu și la facultate. A debutat cu poezii în 1943 în revista Vremea, publicând doi ani mai târziu un volum de versuri intitulat Cu abecedarul (1945). Este autorul a numeroase opere literare pentru copii: peste 40 de piese de teatru și numeroase volume de proză și versuri. Piesele sale pentru copii au fost jucate la teatrele de păpuși și marionete din România; o parte din ele au fost reprezentate la Teatrul „Nottara” (Băiatul din banca a doua, 1961; Nu prea albă ca zăpada și motanul descălțat, 1964; Poveste neterminată, 1966), Teatrul Tineretului din Piatra Neamț (Afară-i vopsit gardu’, înăuntru-i leopardu’, 1962), Teatrul „Ion Creangă” (Scufița cu trei iezi, 1968; Poveștile de aur, 1970; Cine se teme de crocodil?, 1972) și Teatrul Național din Cluj (Căruța cu artiști, 1978). A obținut Premiul Uniunii Scriitorilor în 1961.
A murit în 1997 și a fost incinerat.

## Opera
- Cu abecedarul, versuri, București, 1945;
- Cea mai frumoasă aventură (Cetatea florilor), București, 1959;
- Băiatul cu ricșa, povestiri, București, 1961;
- Începe teatrul, București, 1964;
- Băiatul din banca a doua, teatru, București, 1967;
- Delfinul va sta în… coadă, București, 1992;
- Povestea poveștilor, teatru, București, 1995.

## Filmografie

### Actor
- Elixirul tinereții (1975)

### Scenarist
- Mușchetarii în vacanță (1985)